# Oberon (Dakota del Nord)
Oberon és una població dels Estats Units a l'estat de Dakota del Nord. Segons el cens del 2000 tenia 81 habitants.

## Demografia
Segons el cens del 2000, Oberon tenia 81 habitants, 38 habitatges, i 21 famílies. La densitat de població era de 92 hab./km².
Dels 38 habitatges en un 15,8% hi vivien nens de menys de 18 anys, en un 47,4% hi vivien parelles casades, en un 5,3% dones solteres, i en un 44,7% no eren unitats familiars. En el 42,1% dels habitatges hi vivien persones soles el 21,1% de les quals corresponia a persones de 65 anys o més que vivien soles. El nombre mitjà de persones vivint en cada habitatge era de 2,13 i el nombre mitjà de persones que vivien en cada família era de 2,95.
Per edats la població es repartia de la següent manera: un 22,2% tenia menys de 18 anys, un 6,2% entre 18 i 24, un 19,8% entre 25 i 44, un 29,6% de 45 a 60 i un 22,2% 65 anys o més.
L'edat mediana era de 46 anys. Per cada 100 dones de 18 o més anys hi havia 85,3 homes.
La renda mediana per habitatge era de 23.750 $ i la renda mediana per família de 45.417 $. Els homes tenien una renda mediana de 30.833 $ mentre que les dones 15.625 $. La renda per capita de la població era de 14.348 $. Entorn del 19% de les famílies i el 25% de la població estaven per davall del llindar de pobresa.

## Poblacions més properes
El següent diagrama mostra les poblacions més properes.